# Paris Gare Montparnasse

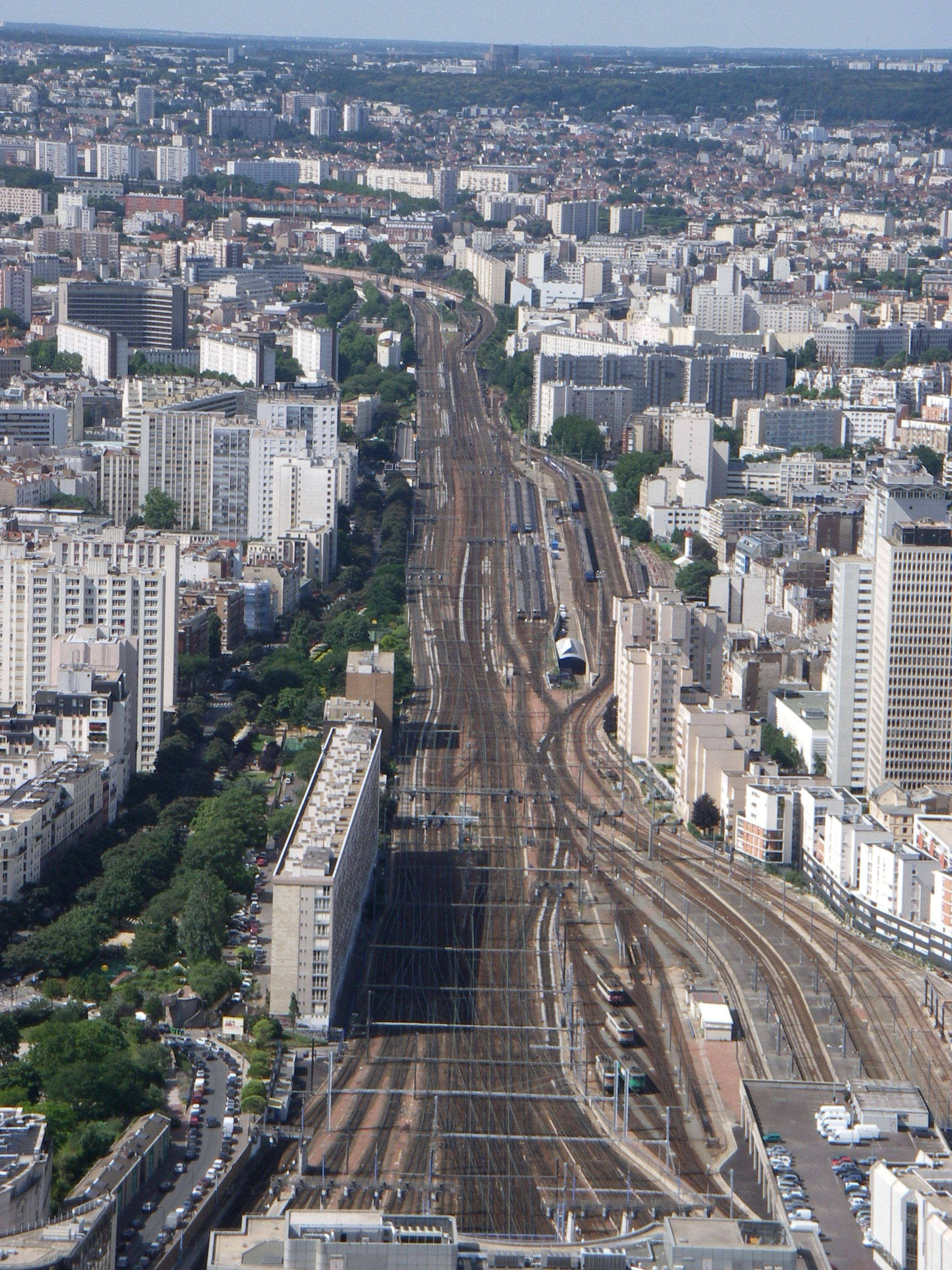
A pályaudvar vágányhálózata a Tour Montparnasse kilátóteraszáról

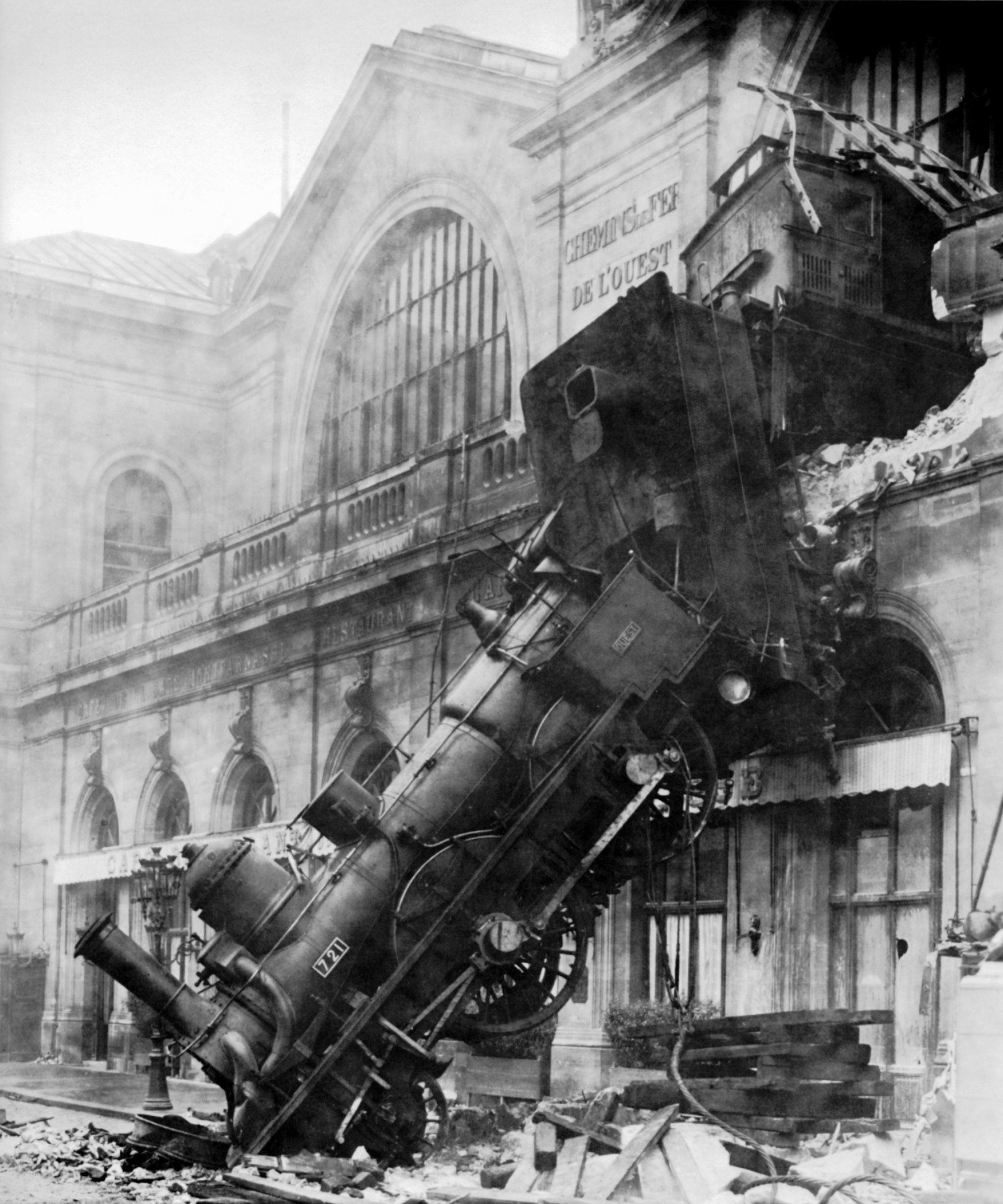
A Montparnasse-i vasúti szerencsétlenség következménye

Párizs pályaudvarai és célállomásai

A Paris Gare Montparnasse egy vasúti fejpályaudvar Franciaországban, Párizsban Montparnasse kerületben. 1840. szeptember 10-én nyílt meg, a teljes felújítása 1969-ben volt. Az állomás az 1895-ben itt bekövetkezett montparnasse-i vasúti szerencsétlenségről híresült el, melynek fényképei az egész világot bejárták. Az állomásra Franciaország északi és nyugati részéről, pl.: Tours, Bordeaux, Rennes és Nantes, TGV nagysebességű motorvonatok érkeznek, továbbá regionális motorvonatok indulnak a Transilien Paris – Montparnasse útvonalon.
Az állomás eredeti neve Gare de l'Ouest volt, de később megváltoztatták a jelenlegi nevére. A második állomás 1848 és 1852 között épült meg. Az 1960-as években épült meg a jelenlegi formája, amikor az irodákkal egy komplex épületté építették át. 1990-ben pedig megérkezett a TGV Atlantique.
Az állomás alatt található a Montparnasse – Bienvenüe metróállomás, ahonnan a 4-es 6-os 12-es 13-as metróvonalak érhetőek el.

## Járatok
- Nagysebességű szolgáltatás (TGV) Paris Gare Montparnasse Gare Montparnasse – Bordeaux – Dax – Lourdes – Tarbes
- Nagysebességű szolgáltatás (TGV) Paris Gare Montparnasse – Bordeaux – Dax – Bayonne – Biarritz – Hendaye – Irun
- Nagysebességű szolgáltatás (TGV) Paris Gare Montparnasse – Bordeaux – Agen – Toulouse
- Nagysebességű szolgáltatás (TGV) Paris Gare Montparnasse – Bordeaux – Arcachon
- Nagysebességű szolgáltatás (TGV) Paris Gare Montparnasse – Tours – Poitiers – Angoulême – Bordeaux
- Nagysebességű szolgáltatás (TGV) Paris Gare Montparnasse – Poitiers – La Rochelle
- Nagysebességű szolgáltatás (TGV) Paris Gare Montparnasse – Tours
- Nagysebességű szolgáltatás (TGV) Paris Gare Montparnasse – Le Mans – Rennes – St Brieuc – Brest
- Nagysebességű szolgáltatás (TGV) Paris Gare Montparnasse – Le Mans – Vannes – Lorient – Quimper
- Nagysebességű szolgáltatás (TGV) Paris Gare Montparnasse – Rennes – St Malo
- Nagysebességű szolgáltatás (TGV) Paris Gare Montparnasse – Le Mans – Rennes
- Nagysebességű szolgáltatás (TGV) Paris Gare Montparnasse – Nantes – St-Nazaire – Le Croisic
- Nagysebességű szolgáltatás (TGV) Paris Gare Montparnasse – Le Mans – Angers – Nantes
- Intercity szolgáltatás (Intercités) Paris Gare Montparnasse – Dreux – Argentan – Granville
- Regionális szolgáltatás (TER Centre) Paris Gare Montparnasse – Versailles – Rambouillet – Chartres – Le Mans
- Regionális szolgáltatás (Transilien) Paris Gare Montparnasse – Versailles – St-Quentin-en-Yvelines – Rambouillet
- Regionális szolgáltatás (Transilien) Paris Gare Montparnasse – Versailles – Plaisir – Dreux
- Regionális szolgáltatás (Transilien) Paris Gare Montparnasse – Versailles – Plaisir – Mantes-la-Jolie
- Regionális szolgáltatás (Transilien) Paris Gare Montparnasse – Versailles – Plaisir

## Kapcsolata más pályaudvarokkal
Párizs más pályaudvaraihoz az alábbi tömegközlekedési járművekkel lehet eljutni:
- Paris Gare du Nord és Paris Gare de l’Est: a párizsi metró 4-es vonalán,
- Paris Gare Saint-Lazare: a párizsi metró 12-es vagy 13-as vonalán,
- Paris Gare de Lyon és Paris Gare d’Austerlitz: a 91-es busszal.